# George Montagu

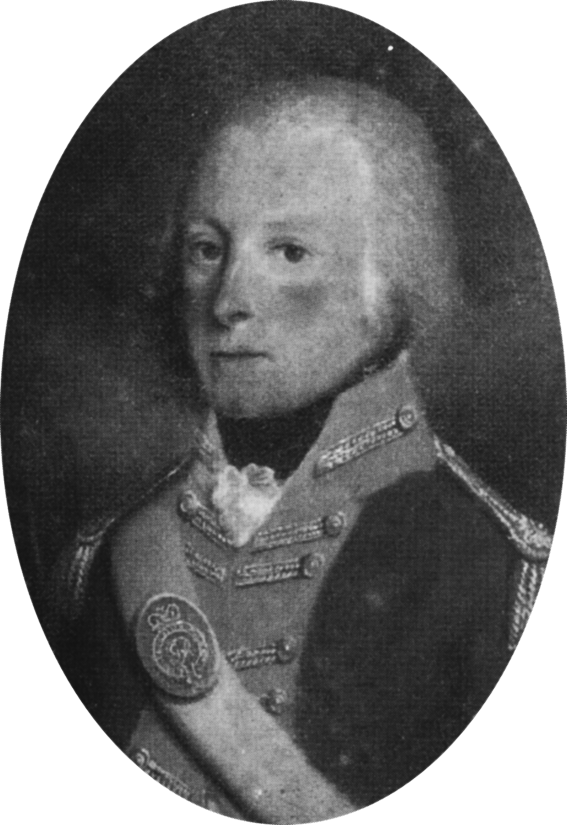
George Montagu.

George Montagu (* 1753-20 de junio de 1815) fue un naturalista inglés.
Montagu es conocido por su obra Ornithological Dictionary (1802) y contribuyó de forma significativa al conocimiento de las aves del Reino Unido. Montagu mostró que muchas de las especies que se suponían eran en realidad la misma ave solo que con los plumajes de verano e invierno o machos y hembras de la misma especie. 
Su estudio de los aguiluchos (género Circus) llevó al descubrimiento de que el aguilucho cenizo (Circus pygargus), conocido como Montagu's Harrier en inglés, criaba en el sur de Inglaterra. Montagu también estuvo implicado en los primeros registros de ciertas aves en el Reino Unido (como por ejemplo, la gaviota enana (Larus minutus), escribano soteño (Emberiza cirlus), la garcilla bueyera (Bubulcus ibis) y la pagaza piconegra (Gelochelion nilotica))
Montagu nació en Lackham House en Hampshire y fue bautizado en la abadía de Lacock (Lacock, Wiltshire) el 9 de julio de 1753. En 1770 entró en el ejército como abanderado en el 15º regimiento de Foot. Llegó a alcanzar el rango de Teniente coronel en la milicia de Wiltshire. 
En 1773 se casó con Ann Courtenay, sobrina de John Stuart tercer conde de Bute. El matrimonio se instaló en Alderton House en Wiltshire. 
En 1798 Montagu dejó a su mujer y se instaló en Knowle House, cerca de Kingsbridge en Devon. Fue allí donde escribió los dos volúmenes de Ornithogical Dictionary; or Alphabetical Synopsis of British Birds.
Montagu estuvo interesado en biología marina y fluvial y en 1803 publicó Testacea Britannica, a History of British Marine, Land and Freshwater Shells. Esta obra describe 470 especies de moluscos, 100 de las cuales eran nuevas para el Gran Bretaña. 
Montagu proporcionó algunas especies nuevas de crustáceos a William Elford Leach del Museo Británico y fue el primero en informar sobre la presencia de varias especies de peces de las que no se tenía constancia en aguas inglesas, así como del descubrimiento de nuevas especias como el Coryphoblennius galerita . También fue el primero en describir el murciélago pequeño de herradura Rhinolophus hipposideros. 
Montagu murió de tétanos después de pisar un clavo oxidado en Knowle House. Fue enterrado en la iglesia de la parroquia de Kingsbridge. 
La colección de aves de Montagu fue comprada por el Museo Británico, y unas 200 de ellas se encuentran en la actualidad en el Tring Museum. Sus copias con anotaciones del Dictionary y Testacea fueron legadas a la Sociedad linneana de Londres.

## Abreviatura (zoología)
La abreviatura Montagu  se emplea para indicar a George Montagu como autoridad en la descripción y taxonomía en zoología.